# Maud Kamatenesi Mugisha
Maud Kamatenesi Mugisha, parfois écrit Maud Kamatenesi-Mugisha, est une scientifique et administratrice académique ougandaise. Elle est l'actuelle Vice-Chancelière de l'université Bishop Stuart.

## Enfance
Maud Kamatenesi Mugisha est née dans le district de Sheema, dans la région Ouest de l'Ouganda, en 1969.

## Formation
Maud Kamatenesi étudie à la Nganwa High School de 1984 à 1988. En 1985, elle entre à la Mary Hill Secondary School à Mbarara, pour ses études secondaires. En 1993, elle est admise à l'Université Makerere, en Ouganda, la plus grande et la plus ancienne université publique. Elle étudie la Botanique et la Zoologie, obtenant un Baccalauréat universitaire en sciences. Elle poursuit ses études post-bac, également à Makerere. Son Master en Environnement et Gestion des Ressources Naturelles et son doctorat en Philosophie Médicale, Ethnobotanique et Ethnopharmacologie, ont tous deux été obtenus à l'Université de Makerere.

## Responsabilités
Peu après son examen final en botanique et zoologie à Makerere en 1996, elle y est recrutée comme Assistante d'enseignement (en) à la Faculté des Sciences. À partir de 1998 jusqu'en 2000, elle est maître de conférences] et Chef du Département, de l'Institut de Formation de la Pêche d'Ouganda à  Entebbe. Plus tard, elle dirige le département de l'Éducation et de l'Administration, de cet Institut d'Entebbe. De 2010 à 2011, elle est la vice-Doyenne à la Recherche et aux Études Supérieures à la Faculté des Sciences, Université de Makerere. De février 2011 à mai 2014, elle est la Doyenne de l'École de Biosciences, au Collège des Sciences Naturelles à l'Université de Makerere. Depuis le 2 mai 2014, le Dr Maud Kamatenesi Mugisha est la Vice-Chancelière de l'Université Bishop Stuart (en), un établissement privé d'enseignement supérieur en Ouganda, accrédité par le Conseil National de l'Enseignement Supérieur (NCHE) de l'Ouganda.

## D'autres considérations
Le Dr Mugisha a plus de 30 publications scientifiques à son nom. Elle est mariée et est mère de quatre enfants.